# Godoy (Santa Fe)
Godoy es una localidad del Departamento Constitución, provincia de Santa Fe, República Argentina.
Se ubica a la vera de la RP 90, a 23 km de la ciudad de Villa Constitución (Cabecera Departamental), a 70 km de la ciudad de Rosario y a 232 km de la ciudad de Santa Fe (capital provincial).

## Geografía

### Población
Cuenta con 1,386 habitantes (Indec, 2010), lo que representa un descenso frente a los 1,419 habitantes (Indec, 2001) del censo anterior.
| Gráfica de evolución demográfica de Godoy entre 1991 y 2010 |
|                                                             |
| Fuente: Censos nacionales del INDEC                         |

### Sismicidad
El último cimbronazo fue a las 3.20 UTC-3 del 5 de junio de 1888 (ver terremoto del Río de la Plata en 1888). La región responde a las subfallas «del río Paraná», y «del río de la Plata», y a la falla de «Punta del Este», con sismicidad baja; y su última expresión se produjo hace 136 años, con una magnitud aproximadamente de 4,5 en la escala de Richter

### Parajes
Colonia La Victoria
Morante

## Patrona
- Nuestra Señora del Carmen, 16 de julio
- Nuestra Señora de los Remedios, 8 de septiembre (Patrona de Oratorio Morante)

## Fundación del Pueblo
- 6 de octubre de  1886 (138 años)